# 썬펫 썬쑤판
썬펫 썬쑤판(태국어: ศรเพชร ศรสุพรรณ, 본명: 분탄 카이라망 태국어: บุญทัน คล้ายละมั่ง, 1948년 3월 27일~2022년 1월 8일)는 태국의 남자 가수이다.

## 어린 시절
그는 4학년에 교육을 마쳤다. 담 댄쑤판의 "[치어 람웡] 오류: {{전자}}: transliteration text not Latin script (pos 1: 치) (도움말)" (태국어: เชียร์รำวง)에서 태국 음악의 퍼포머로 시작했다. 무대에서 그를 응원해준 리앙 깐짜나와 함께.
다음으로 그는 포판 펀쑤판과 함께 케우에 있었다. 포핀은 그를 위해 노래를 썼고, 1970-1976년에 유명했다. 그의 대중 음악에는 "Ai Wang Tai Nae" (태국어: อ้ายหวังตายแน่), "Khaw Mai Mee Khai" (태국어: ข้าวไม่มีขาย), "Aa Phai Hai Rieam" (태국어: อภัยให้เรียม), "Khao Wen Roae" (태국어: เข้าเวรรอ) 과 "Oum Look Tam Miea" (태국어: อุ้มลูกทำเมีย) 가 포함된다.
2010년부터 건강이 좋지 않아 무대에 오르지 못했다. 그리고 2022년 1월 8일 사망했다.

## 디스코그래피
- Ai Wang Tai Nae(태국어: ไอ้หวังตายแน่)
- Khaw Mai Mee Khai(태국어: ข้าวไม่มีขาย)
- Aa Phai Hai Rieam(태국어: อภัยให้เรียม)
- Khao Wen Roae(태국어: เข้าเวรรอ)
- Oum Look Tam Miea(태국어: อุ้มลูกตามเมีย)
- Koay Sao Na(태국어: คอยสาวนา)
- Pee Mai Yom(태국어: พี่ไม่ยอม)
- Rak Ma Haa Pee(태국어: รักมาห้าปี)